# Научно-техническая библиотека Томского политехнического университета
Научно-техническая библиотека Томского политехнического университета им. академика В. А. Обручева (НТБ ТПУ) — первая вузовская библиотека технического профиля на территории Сибири и Дальнего Востока.
Создана в октябре 1900 года.

## История
У истоков создания библиотеки ТПУ стоял первый директор Томского Технологического Института профессор Ефим Лукьянович Зубашев. В марте 1899 года Зубашев в проекте плана института, представленном на утверждение в Государственную комиссию, учитывая сибирскую отдаленность от европейских культурных центров, отметил необходимость создания не только учебной, но и крупной научно-технической библиотеки. Несмотря на недостаточные ассигнования в ноябре 1900 г. 
Совет Института по предложению Зубашева дополнительно выделил библиотеке для приобретения журналов 4500 руб.
К моменту открытия НТБ ТПУ книжный фонд составил 6 000 томов по математике, теоретической механике, физике, химии. Было выписано 17 названий отечественных и 85 зарубежных периодических изданий. Штат состоял из двух человек — библиотекаря и его помощника.
Руководство работой библиотеки возлагалось на библиотечную комиссию, первым председателем которой был избран декан горного отделения профессор Владимир Афанасьевич Обручев. Комиссией же были разработаны Правила заведования библиотекой Томского технологического института, приобретения книг и пользования ими.
За время своего пребывания в Томском технологическом институте (1901—1912) В. А. Обручев дважды избирался председателем библиотечной комиссии. По его ходатайству в 1903 году была открыта студенческая библиотека.
Источники комплектования фонда — покупка книг у книгопродавцов, в том числе и заграничных, приобретение частных книжных собраний, пожертвования. Значительная часть пополнения фонда — учебники, учебные пособия, отчеты о командировках, путешествиях, монографии сотрудников вуза.
С 1925 года НТБ стала получать обязательный платный экземпляр. В 1935 году открылся отдел художественной литературы с фондом 900 экз., начинает работать справочно-информационная служба, вводится дифференцированное обслуживание дипломников. К 1950-м годам библиотека оказалась разбросана по четырем корпусам.
В 1973 году библиотека получила новое здание общей площадью 10,5 тыс. кв.м, построенное по индивидуальному проекту, в котором были предусмотрены помещения для книгохранения, читальных залов, абонементов и технических служб. С переездом в новое здание объединяются книжные фонды, создается логическая система справочно-информационного и библиотечного обслуживания читателей, направленная в помощь учебному и научному процессам института.
С 1977 года НТБ стала выполнять функции регионального центра для вузовских библиотек Западной Сибири по комплектованию фонда иностранными книгами и журналами технического профиля.
В день 125-летия со дня рождения В.А. Обручева — 10 октября 1988 года — библиотеке было присвоено его имя, в знак благодарности за большой вклад в становление и развитие крупнейшей вузовской научно-технической библиотеки Сибири.

## Современное состояние
В настоящее время библиотекой штат библиотеки состоит из 46 квалифицированных библиотекарей, библиографов, специалистов в области информационных технологий.
НТБ обслуживает всех студентов, преподавателей, аспирантов и сотрудников Томского политехнического университета, а также сторонних пользователей из других вузов, учреждений и организаций города. Так же НТБ ТПУ является первой библиотекой России, получившая сертификат качества на соответствие требованиям международного стандарта ISO 9001:2000.
Фонд библиотеки насчитывает 2,4 млн томов по различным отраслям знаний. 
Так же библиотека предоставляет доступ к 84 электронным базам данных и 78 млн электронных документов.
Руководит библиотекой Котова Ирина Владимировна — заместитель директора Центра цифровых образовательных технологий.
Структура библиотеки:
Отдел формирования и каталогизации фондов: 
Осуществляет каталогизацию, систематизацию и предметизацию документов, поступающих в библиотеку. Обеспечивает многоаспектное раскрытие фонда библиотеки через систему каталогов в целях оперативного и полного удовлетворения читательских запросов. Производит хранение и рациональную организацию фондов в книгохранениях, регулирует их пополнение, расстановку, отбор и изъятие непрофильных, устаревших, дублетных и ветхих документов.
Ведет учет, изучение состава и использования фонда, а так же оказывает консультационную помощь читателям в зале каталогов
Отдел социокультурных коммуникаций:
Организует маркетинговую деятельность и работу по рекламе библиотечно-информационных услуг. 
Наполняет рубрики сайта НТБ, координирует культурно-просветительную работу, проводит социокультурные мероприятия, участвует в общероссийских, городских и общеуниверситетских событиях, проектах, сотрудничает с другими библиотеками, учебными заведениями, учреждениями и организациями. 
Осуществляет информационно-библиотечное обслуживание пользователей на абонементе художественной литературы.
Отдел общественных пространств:
Организует обслуживание пользователей НТБ в залах технической, гуманитарной, иностранной литературы, периодических изданий, в читальном зале курсового и дипломного проектирования, а также на абонементе учебной литературы. 
Ведет регистрацию и учет пользователей библиотеки. 
Отдел сопровождения исследовательской деятельности:
Оказывает информационную помощь ученым НИ ТПУ в их научной и исследовательской деятельности. Библиотекари-эксперты в кратчайшие сроки могут предоставить наиболее полный перечень документов, имеющихся не только в фондах НТБ и других российских библиотек, но и в российских и зарубежных базах данных. Ведётся работа со списками литературы согласно ГОСТу, авторскими профилями в РИНЦ, Scopus и Web of Science, так же организовываются обучающие семинары и вебинары по работе с электронными базами данных (как групповые, так и индивидуальные).
Отдел редких книг и книжных памятников:
Осуществляет отбор, хранение, научное описание редких книг и рукописей. Выявляет специальные коллекции, организует их систематическое пополнение и научное описание. Ведет научно-исследовательскую работу по истории редких книг. Организует работу пользователей с редкими изданиями.
Абонементы НТБ:
1. Абонемент учебной литературы
2. Абонемент художественной литературы
3. Межбиблиотечный абонемент.

Читальные залы НТБ:
1. Читальный зал технической и периодической литературы (ЧЗТЛ)
2. Читальный зал гуманитарной и иностранной литературы (ЧЗГЛ)
3. Читальный зал периодических изданий (ЧЗПИ)
4. Читальный зал курсового и дипломного проектирования. (ЧЗКДП)
5. Центр информации и консультаций (ЦИК).